# Keith Campbell (filosof)
 Der er for få eller ingen kildehenvisninger i denne artikel, hvilket er et problem. Du kan hjælpe ved at angive troværdige kilder til de påstande, som fremføres i artiklen.

 For alternative betydninger, se Keith Campbell. (Se også artikler, som begynder med Keith Campbell)
Keith Campbell (født 1938, død 12. oktober 2024) var en australsk filosof. Han er mest kendt for sin variant af, hvad der i metafysikken betegnes som tropeteori. Campbells tropeteori er mest udfoldet i hans bog Abstract Particulars fra 1990.